# Pheidole clydei
Pheidole clydei är en myrart som beskrevs av Robert E. Gregg 1950. Pheidole clydei ingår i släktet Pheidole och familjen myror. Inga underarter finns listade i Catalogue of Life.

## Bildgalleri

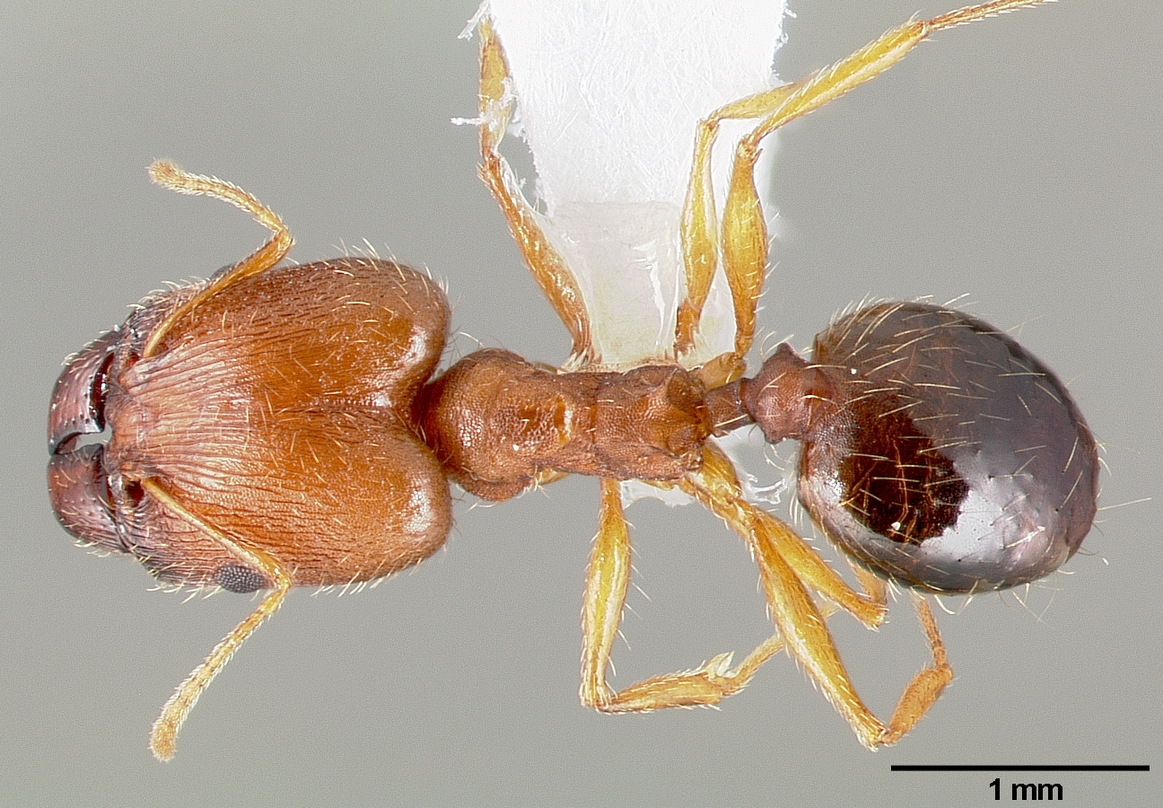
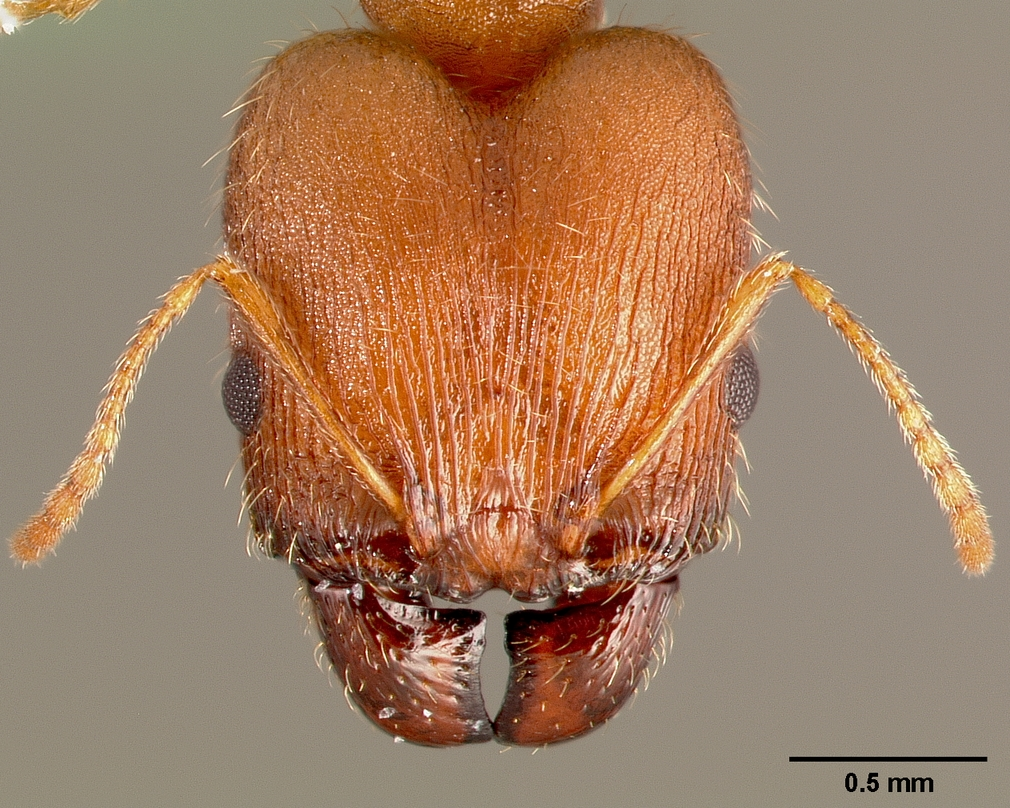
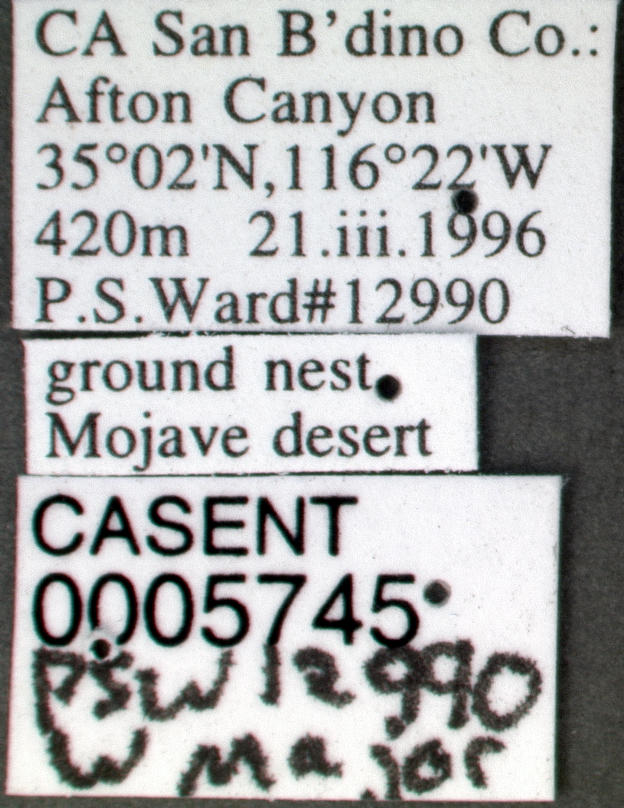
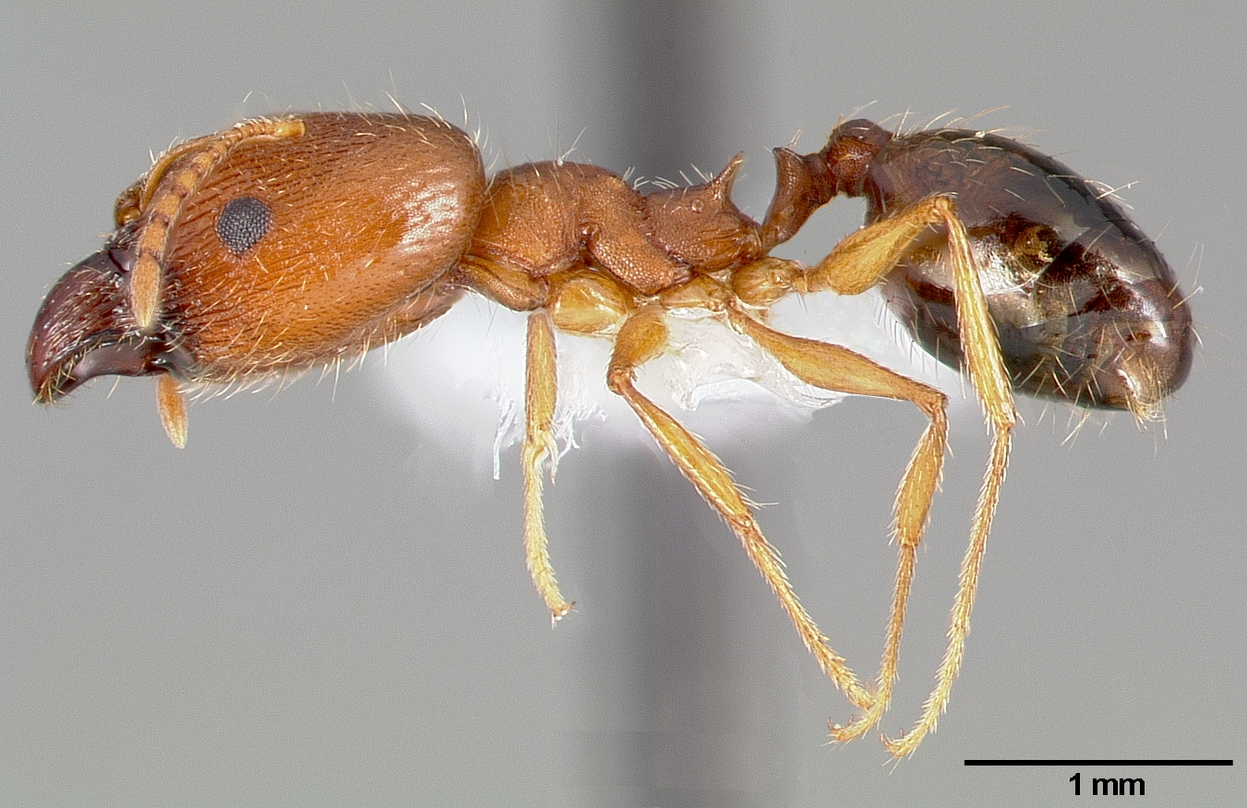
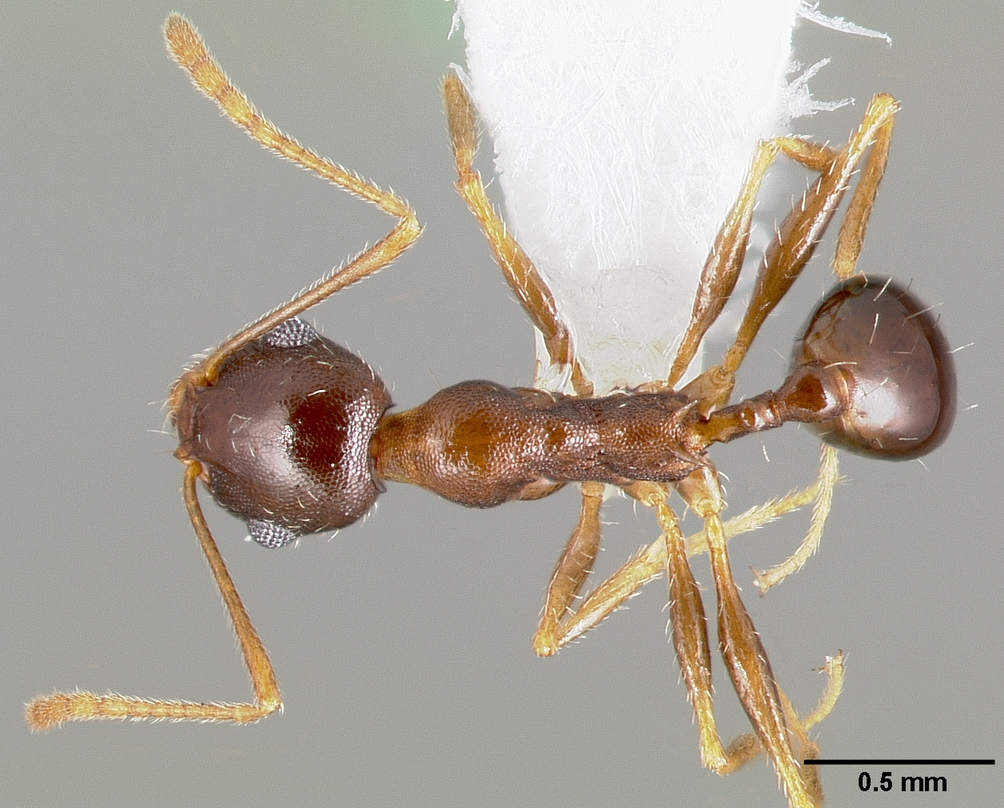
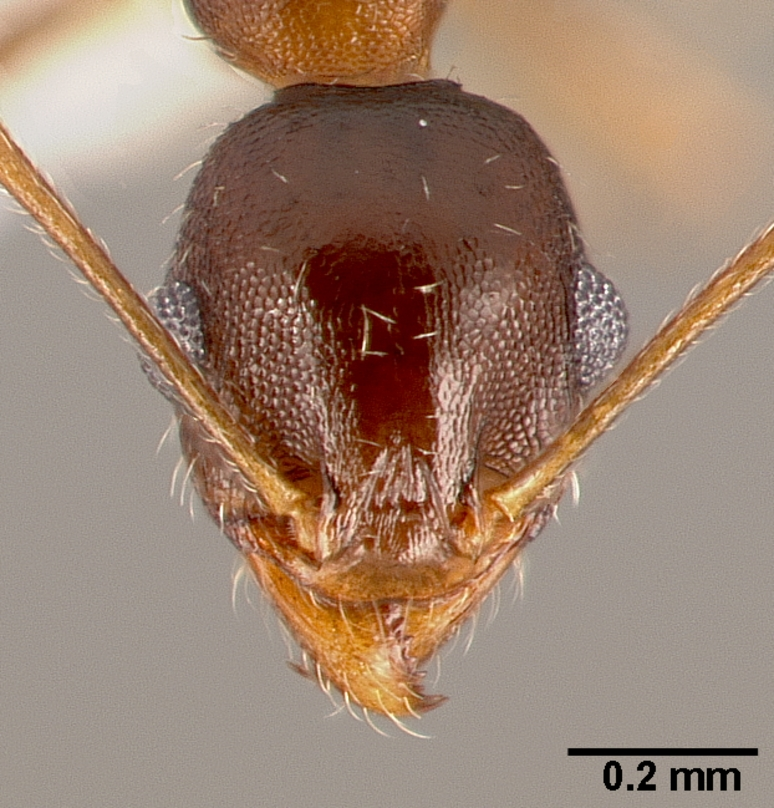